# Fort Santiago
El Fort Santiago (en tagal: Moog ng Santiago) és una ciutadella que va ser construïda pel conqueridor espanyol, Miguel López de Legazpi per l'acabada d'establir ciutat de Manila, a les Filipines. La fortalesa de defensa és part de les estructures de la ciutat emmurallada de Manila conegudes com a Intramuros ("dins dels murs") .
La fortalesa és un dels llocs històrics més importants de Manila. Diverses persones van perdre la vida a les presons durant el període colonial espanyol i en la Segona Guerra Mundial. José Rizal, l'heroi nacional filipí, va ser empresonat aquí abans de la seva execució en 1896. El museu santuari de Rizal exhibeix objectes en record de l'heroi en la seva col·lecció i elements del fort, amb una representació dels seus últims passos incrustats en el sòl en bronze, que intenten recordar la ruta de la seva cel·la a la ubicació de la seva execució real.
Es troba a pocs centenars de passos de la Catedral de Manila i el Palau del Governador (que alberga actualment la Comissió d'Eleccions).

## Galeria

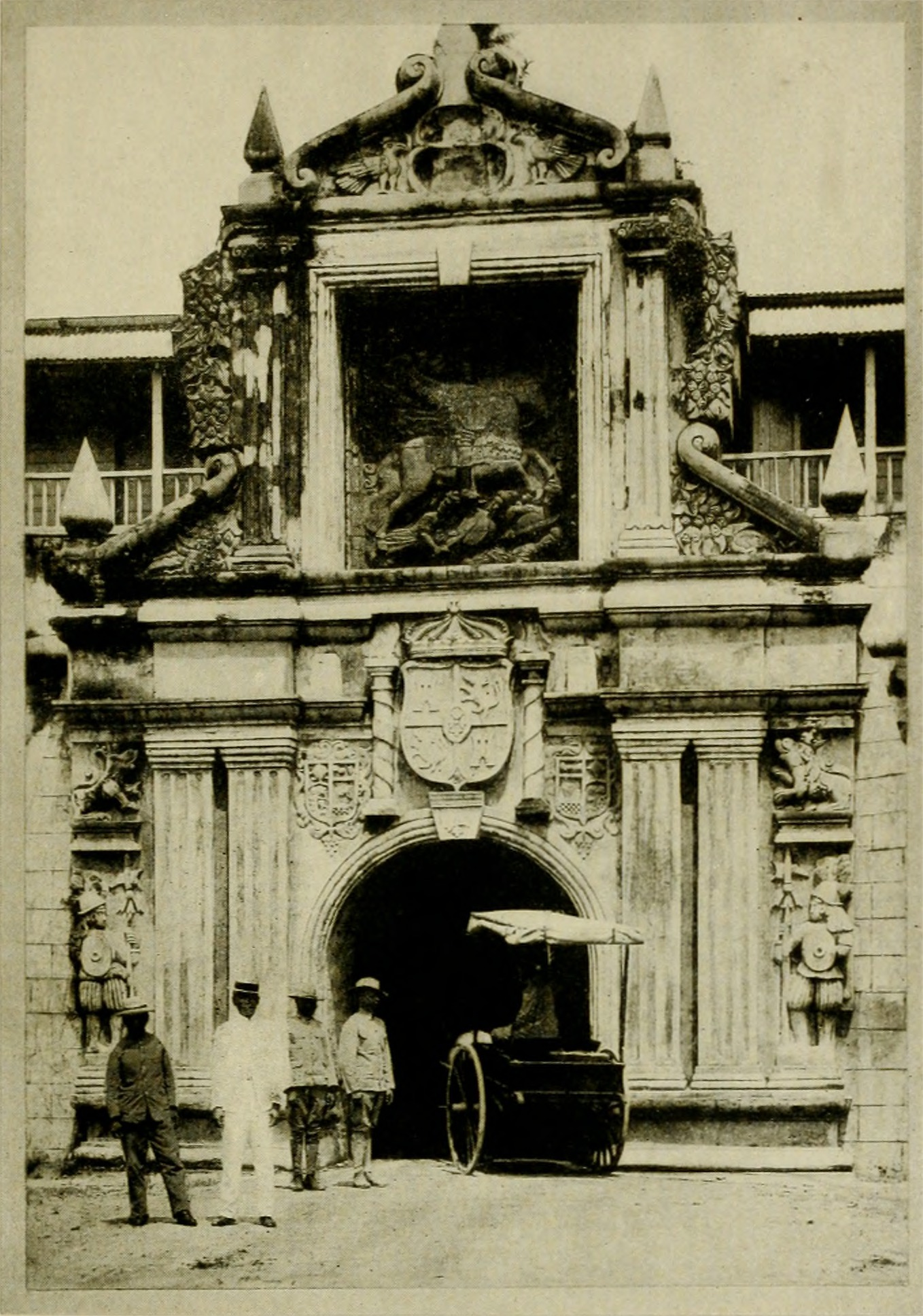
Fort Santiago el 1913
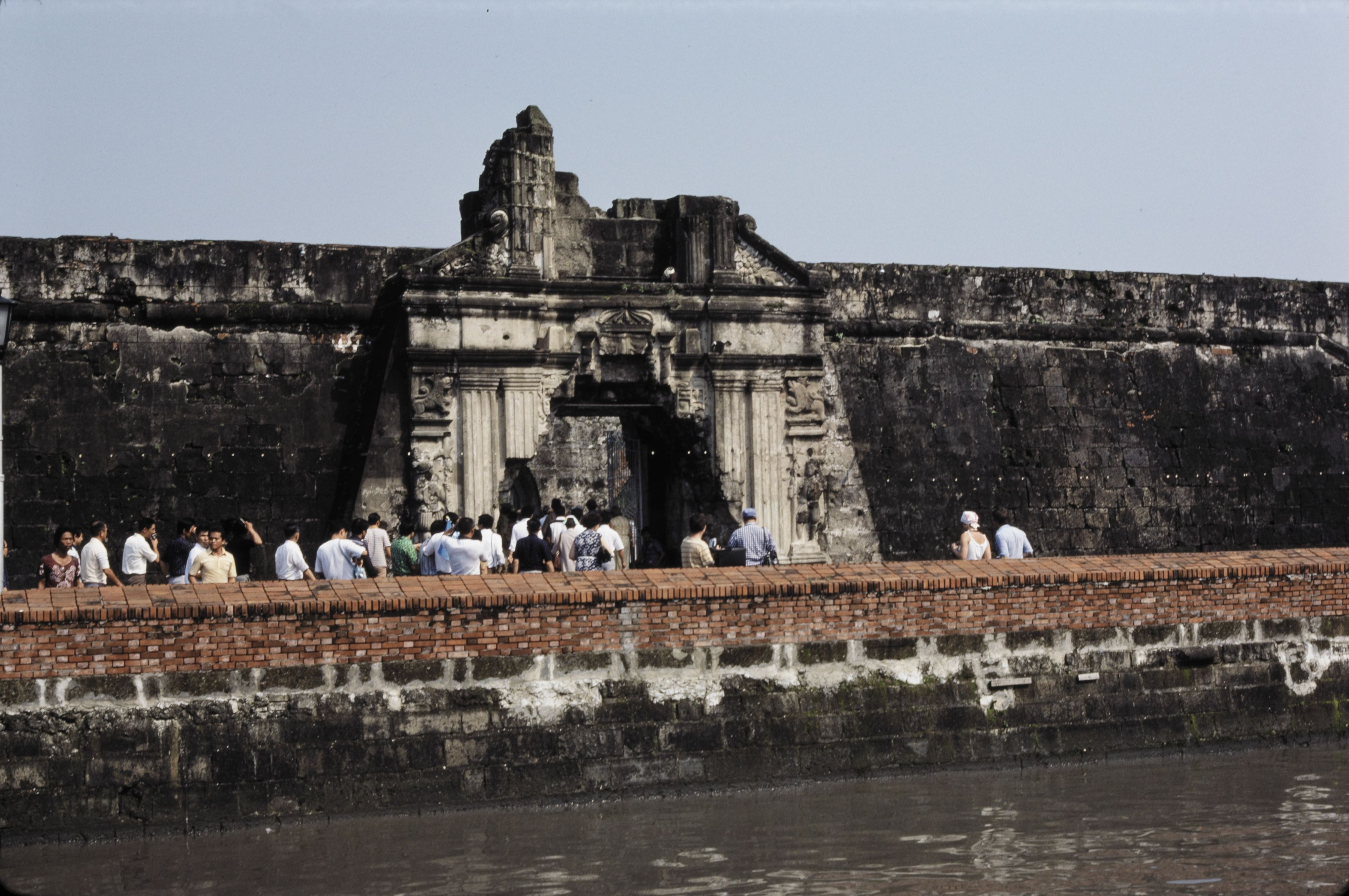
L'entrada de Fort Santiago abans de la seva reconstrucció i restauració
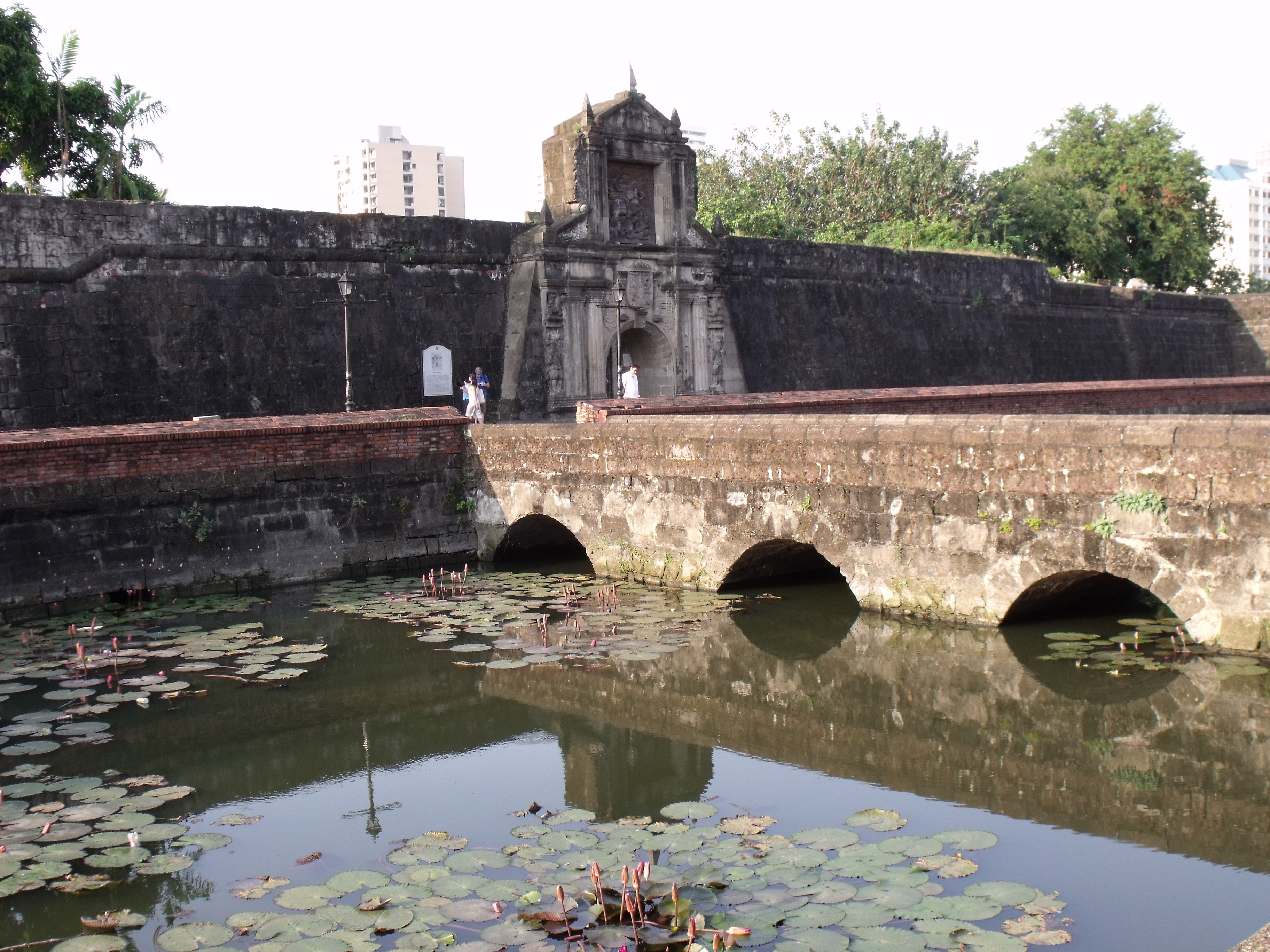
L'entrada de Fort Santiago